# Neurotrichus gibbsii
Neurotrichus gibbsii — ссавець родини кротових (Talpidae).

## Поширення
Країни поширення: Канада (Британська Колумбія), США (Каліфорнія, Орегон, Вашингтон). Їх місця існування розміщені від рівня моря до 2500 метрів над рівнем моря. Живе в сирих місцях проживання з м'якою землею.

## Морфологія
Хутро густе і м'яке. Колір варіюється від темно-сірого до синяво-чорного. Хвіст становить приблизно половину довжини голови й тіла. Тварина 10 см в довжину, включаючи 3 см хвіст і важить близько 10 г. Має подовжену морду, очі дуже маленькі. Передні ноги лише трохи розширені й менш придатною для риття, ніж в інших кротових.

## Життя
Споживає дощових хробаків, комах, равликів і слимаків. Крім того, їсть насіння рослин, гриби та лишайники. Активний протягом усього року. Ці тварини можуть добре плавати й підійматися на кущі. Вони ведуть як денний, так і нічний спосіб життя і живуть у невеликих групах.
Спарювання може відбуватися практично протягом усього року, але має пік з початку березня до середини травня. Може бути кілька приплодів на рік. Народжується від 1 до 4 малят.